# Вільям Лі (політик)
Вільям Байрон Лі (англ. William Byron «Bill» Lee, нар. 9 жовтня 1959, Франклін, Теннессі) — американський підприємець і політик, який представляє Республіканську партію. Губернатор штату Теннессі (з 2019).

## Біографія
Закінчив Обернський університет, здобувши ступінь бакалавра наук в інженерній справі. Обіймав посади президента та генерального директора сімейної Lee Company.
6 листопада 2018 року здобув переконливу перемогу на губернаторських виборах у Теннессі з результатом 59 %, випередивши на 20 % демократа Карла Діна.
У ході передвиборчої кампанії однією з тем стали релігійні переконання кандидатів. Дін у разі перемоги виявився б першим католиком на посаді губернатора Теннессі, але він, на відміну від свого опонента, не наголосив на питанні конфесійної приналежності. Біл Лі є парафіянином консервативної євангелістської християнської громади, розташованої у віддаленій місцевості округу Вільямсон і що належить до неденомінаційної асоціації Каплиця на Голгофі.